# Si-an
Si-an (čínsky pchin-jinem Xī'ān, znaky 西安, doslova „Západní mír“) je hlavním městem čínské provincie Šen-si. Město bylo po většinu své 3100 let trvající historie známo pod původním jménem Čchang-an (čínsky pchin-jinem Cháng'ān, znaky zjednodušené 长安, tradiční 長安, doslova „Věčný mír“). Přejmenováno na Si-an bylo za říše Ming.
Je jedním z nejstarších měst čínské historie. V blízkosti města se nachází tzv. terakotová armáda, hrobka prvního čínského císaře Čchin Š’-chuang-tiho, která je od roku 1987 zařazena na seznam světového dědictví UNESCO. Si-an byl pod různými jmény hlavním městem Číny v řadě významných období jejích dějin, totiž v říších Čou, Čchin, Chan, Suej a Tchang. Město bylo počátkem a vstupním bodem na Hedvábnou stezku.
Ve městě žije přibližně 13 milionů (bez předměstí asi 4 milióny) lidí. Od devadesátých let 20. století se v rámci hospodářského vzestupu Čínské lidové republiky Si-an znovuzrodil jako významné kulturní, průmyslové a vzdělávací středisko centrální a severozápadní Číny. Je významným střediskem čínské vědy a výzkumu, zbrojního a kosmického průmyslu.

## Administrativní členění
Si-an se řadí mezi subprovinční města. Člení se na třináct celků okresní úrovně, a sice jedenáct městských obvodů a dva okresy.
| 1 2 3 Pa-čchiao Wej-jang Jen-tcha Jen-liang Lin-tchung Čchang-an Chu-i Kao-ling okres · Lan-tchien okres · Čou-č’ 1. Sin-čcheng 2. Pej-lin 3. Lien-chu |        |                       |                    |                                  |
| Název | Název  | Počet obyvatel (2020) | Rozloha km² (2020) | Hustota zalidnění (obyv. na km²) |
| český přepis | znaky  | Počet obyvatel (2020) | Rozloha km² (2020) | Hustota zalidnění (obyv. na km²) |
| Městské obvody |        |                       |                    |                                  |
| Sin-čcheng | 新城区 | 617 986               | 28                 | 22 294                           |
| Pej-lin | 碑林区 | 756 840               | 23                 | 32 247                           |
| Lien-chu | 莲湖区 | 1 019 102             | 41                 | 24 634                           |
| Pa-čchiao | 灞桥区 | 1 020 259             | 326                | 3 133                            |
| Wej-jang | 未央区 | 1 891 363             | 262                | 7 224                            |
| Jen-tcha | 雁塔区 | 2 046 737             | 151                | 13 528                           |
| Jen-liang | 阎良区 | 303 284               | 244                | 1234                             |
| Lin-tchung | 临潼区 | 675 961               | 916                | 738                              |
| Čchang-an | 长安区 | 1 751 296             | 1 587              | 1 104                            |
| Chu-i | 鄠邑区 | 609,181               | 1 287              | 473                              |
| Kao-ling | 高陵区 | 441 814               | 288                | 1 536                            |
| Okresy |        |                       |                    |                                  |
| Lan-tchien | 蓝田县 | 491 975               | 2 008              | 245                              |
| Čou-č’ | 周至县 | 557 482               | 2 945              | 189                              |
| |        |                       |                    |                                  |
| Celkem | Celkem | 12 183 280            | 10 107             | 1 205                            |

## Doprava
Přibližně 25 kilometrů severozápadně od centra na území prefektury Sien-jang se nachází mezinárodní letiště Si-an Sien-jang, nejrušnější letiště celé Severozápadní Číny. Patří mezi lokality obsluhované sianským metrem, které má pět linek a sto stanic.

## Partnerská města
- Athény, Řecko
- Birmingham, Spojené království
- Brasília, Brazílie (1997)
- Bury St Edmunds, Spojené království
- Córdoba, Argentina (2006)
- Cuzco, Peru
- Dnipro, Ukrajina (1995)
- Dortmund, Německo (1991)
- Edinburk, Spojené království (1985)
- Funabaši,  (1994)
- Gjumri, Arménie (2013)
- Groningen, Nizozemsko (2011)
- Hobart, Austrálie (2015)
- Isfahán, Írán (1989)
- Istanbul, Turecko (1996)
- Jasy, Rumunsko (1994)
- Káhira, Egypt (1997)
- Kalamata, Řecko (2009)
- Kansas City, Spojené státy americké (1989)
- Káthmándú, Nepál (1996)
- Kjongdžu, Jižní Korea (1994)
- Kjóto, Japonsko (1974)
- Láhaur, Pákistán (1992)
- Nara, Japonsko (1974)
- Pau, Francie (1986)
- Pompei, Itálie (2007)
- Québec, Kanada (2001)
- Taupo, Nový Zéland

Si-an
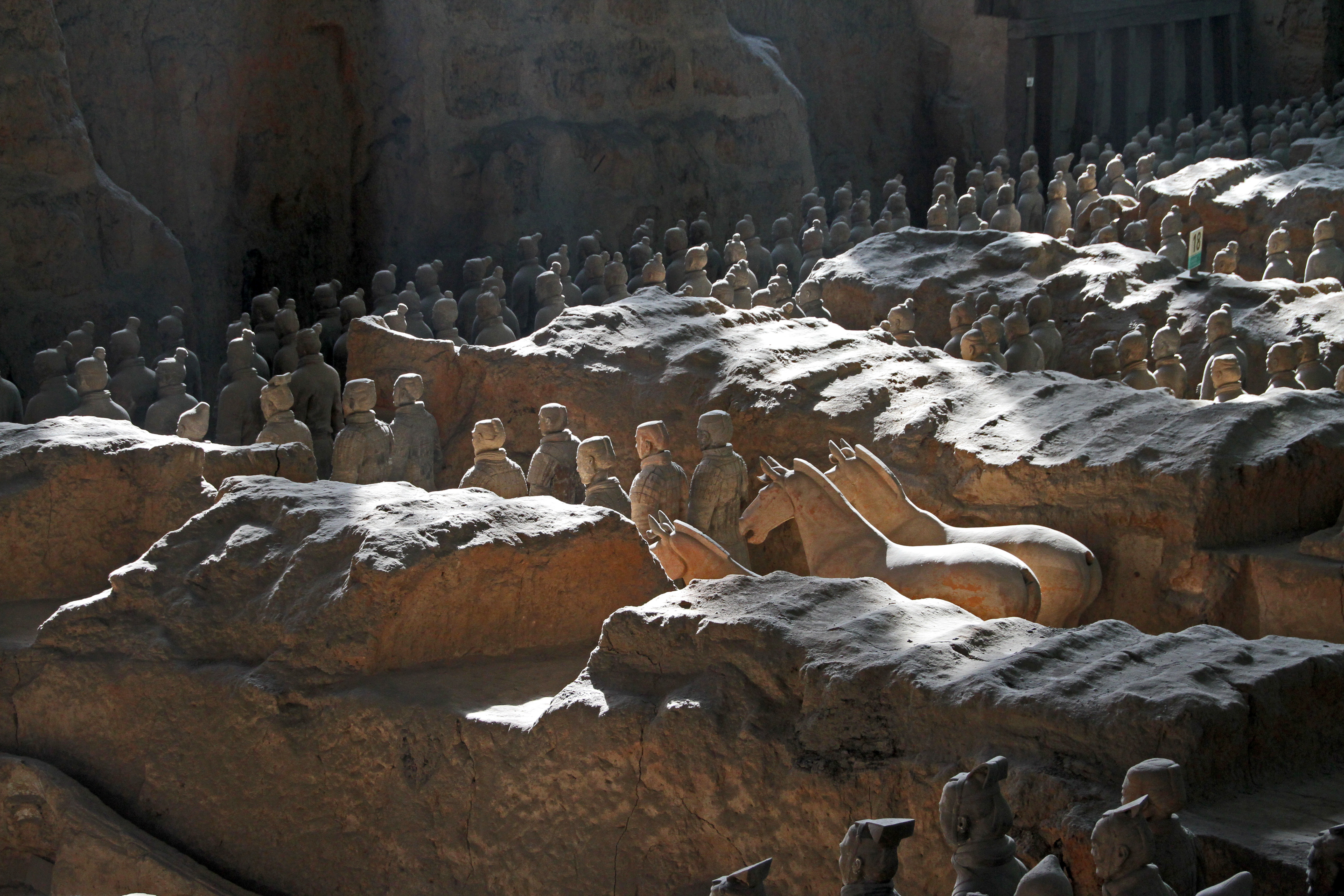
Terakotová armáda
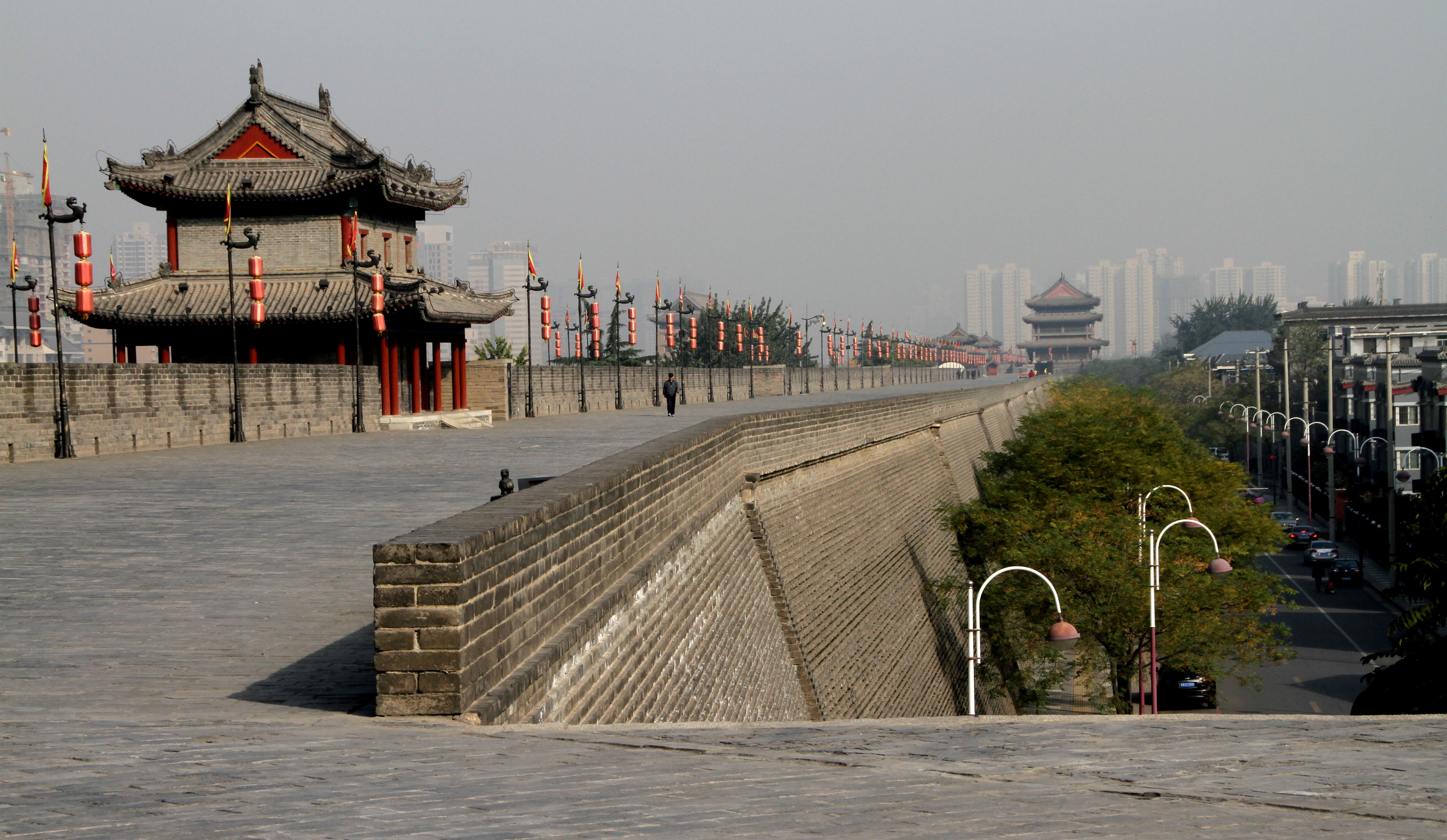
Městské hradby
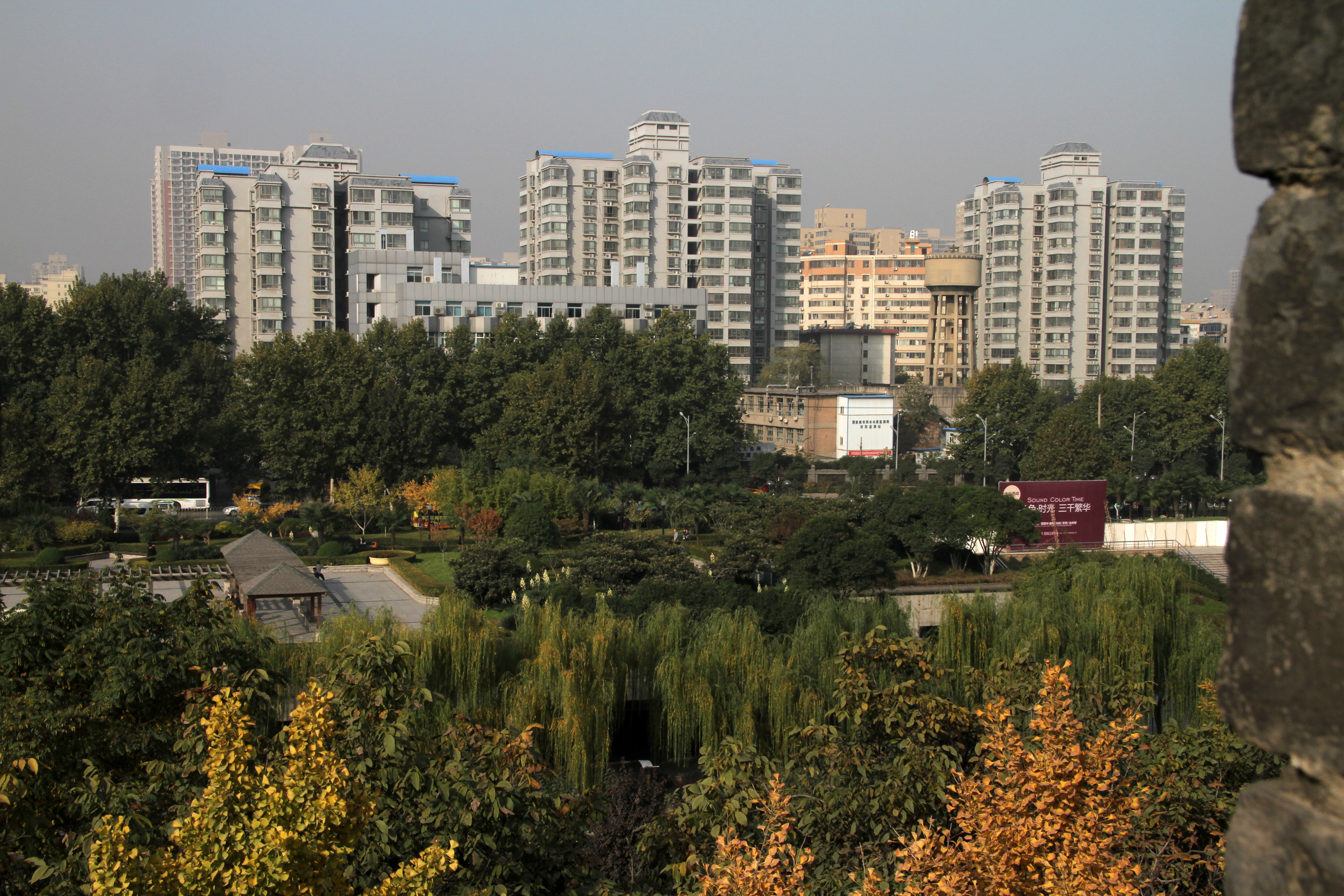
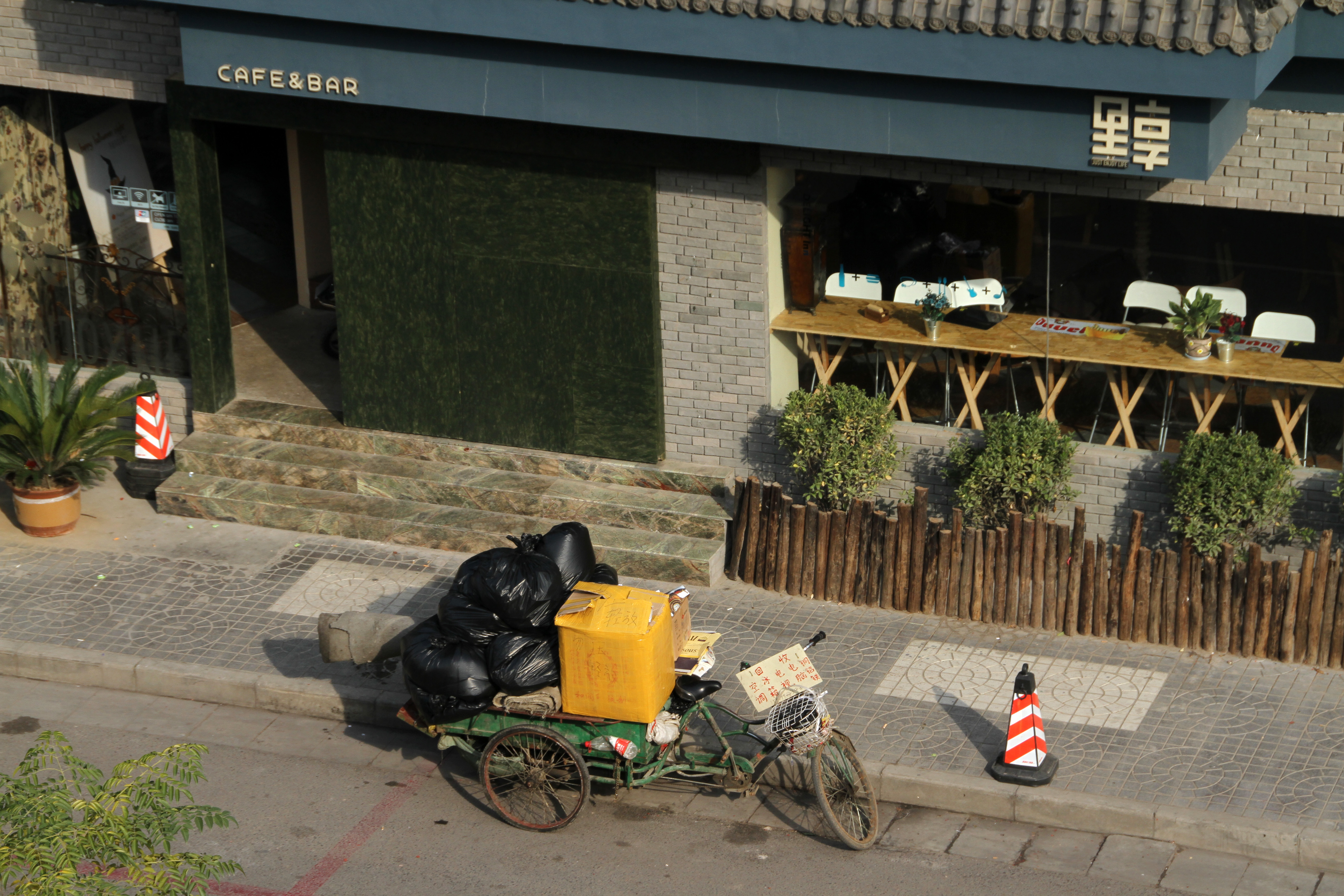
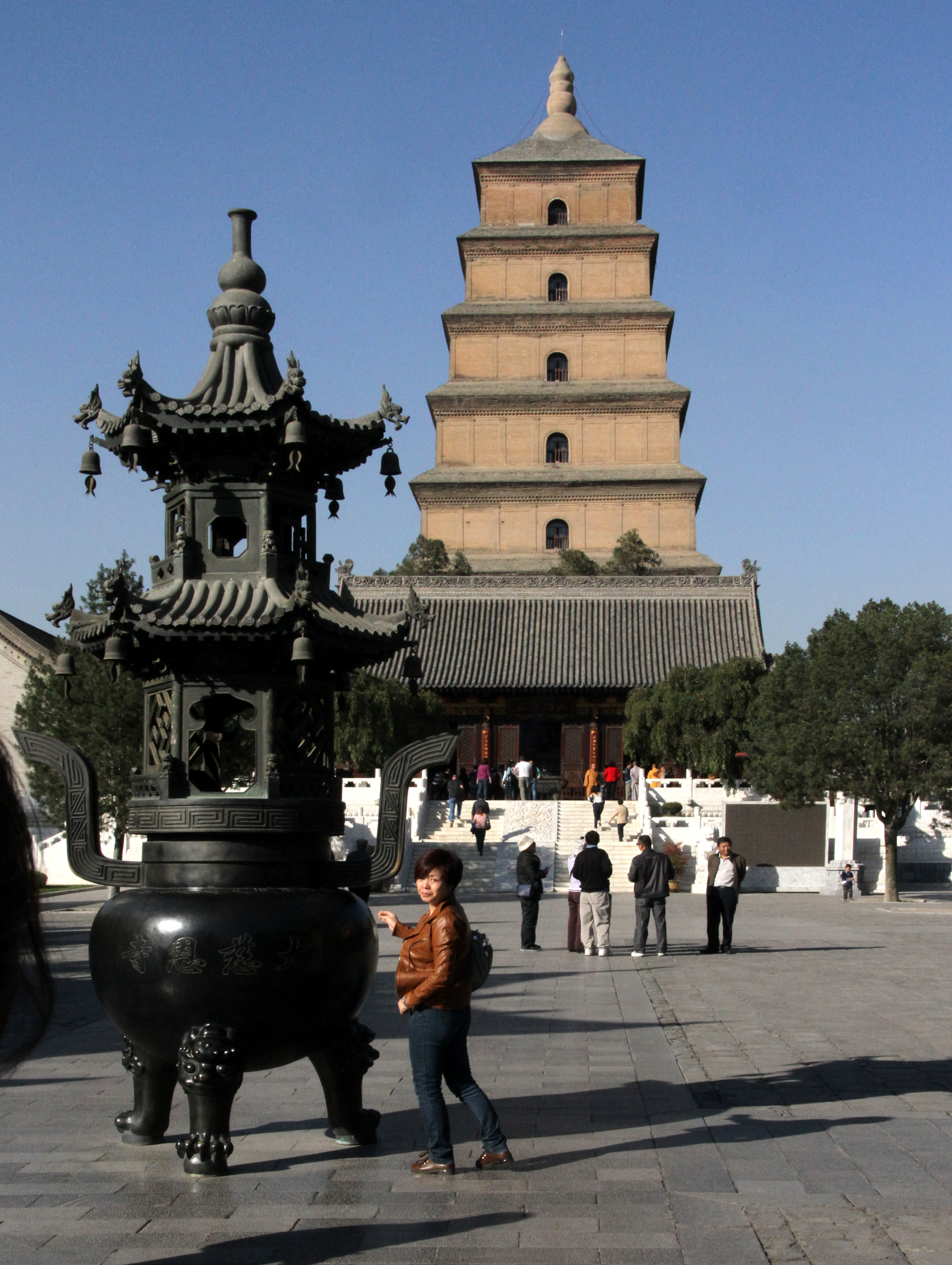
Velká pagoda divoké husy
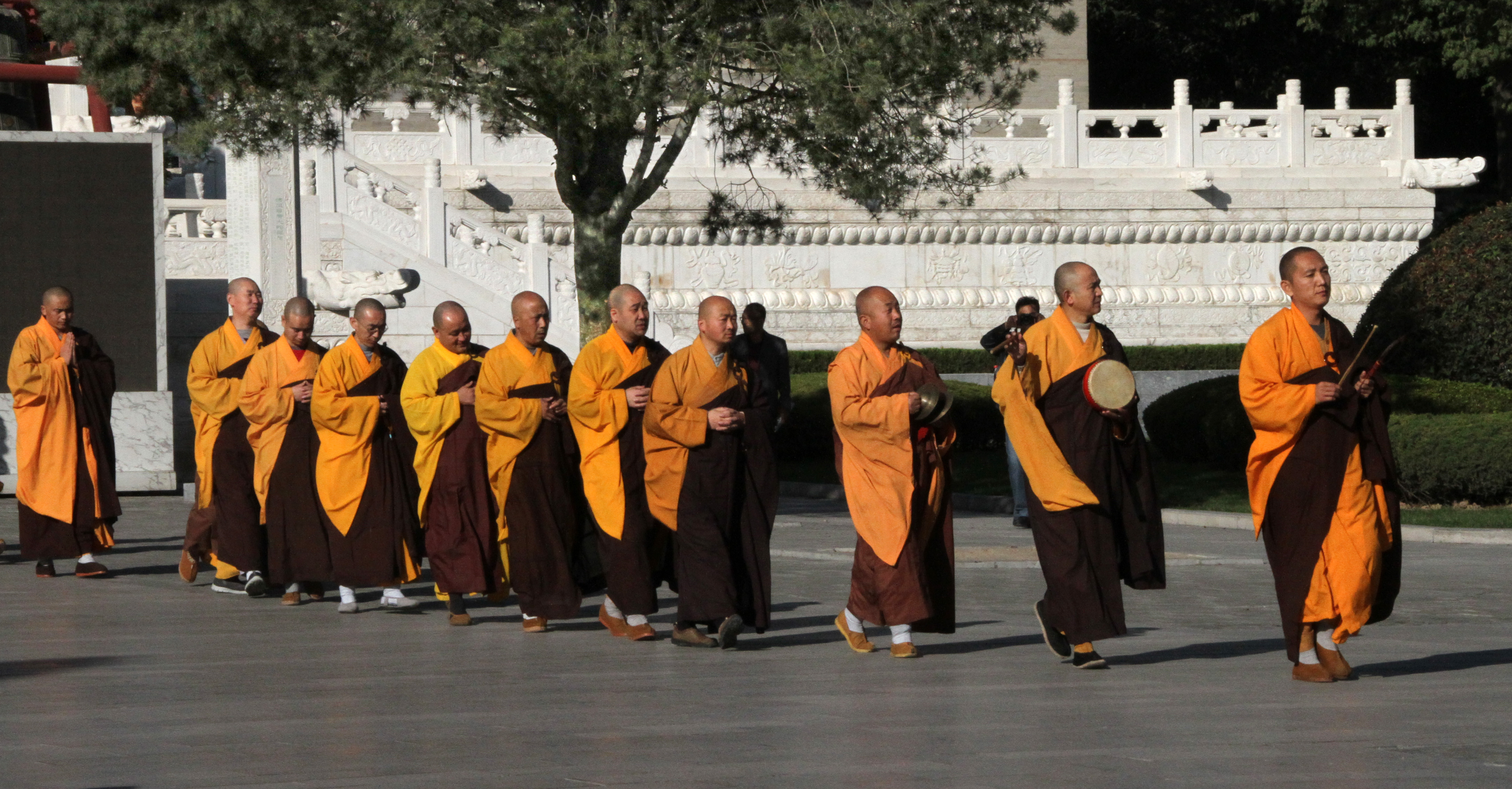
Velká pagoda divoké husy
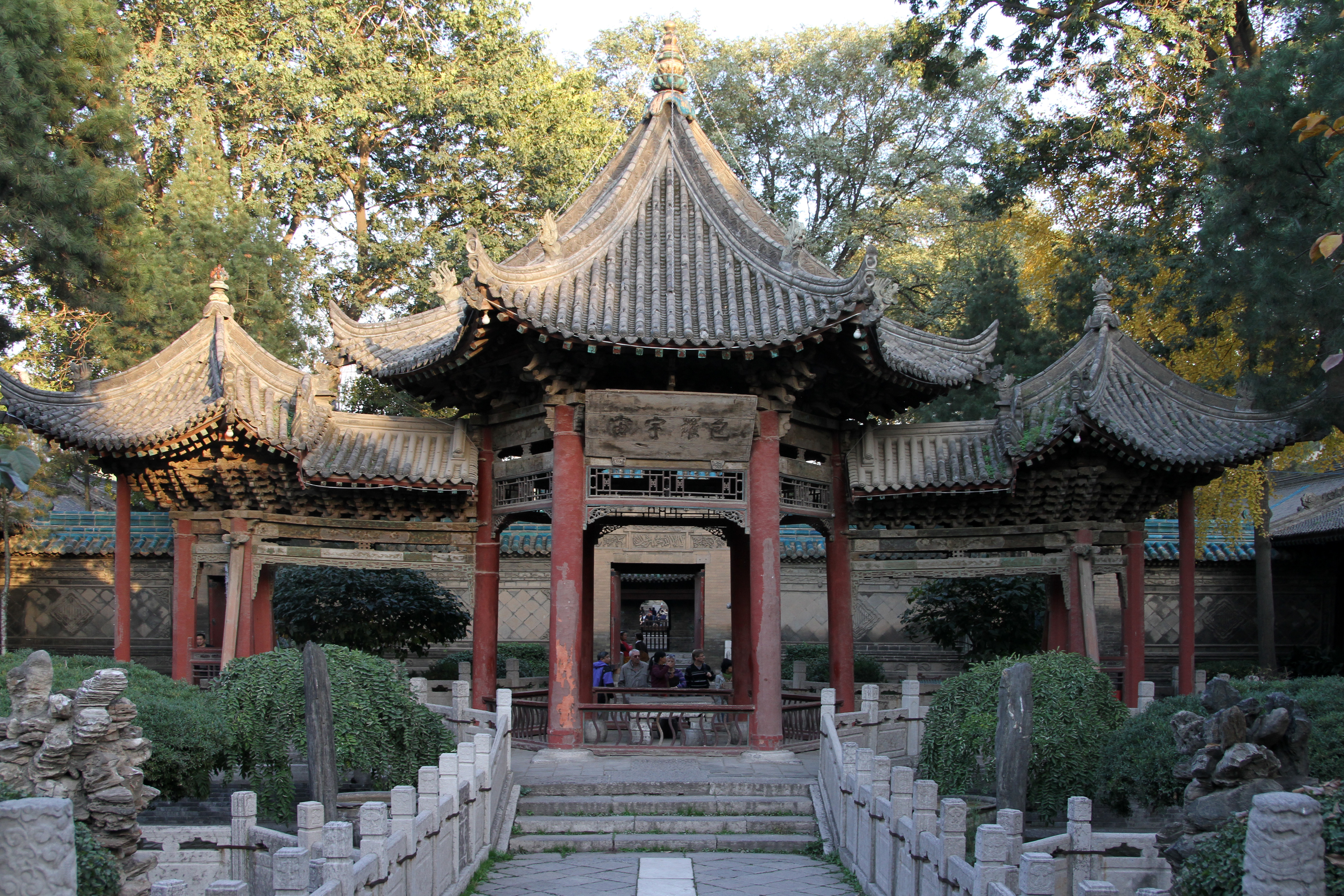
Velká mešita
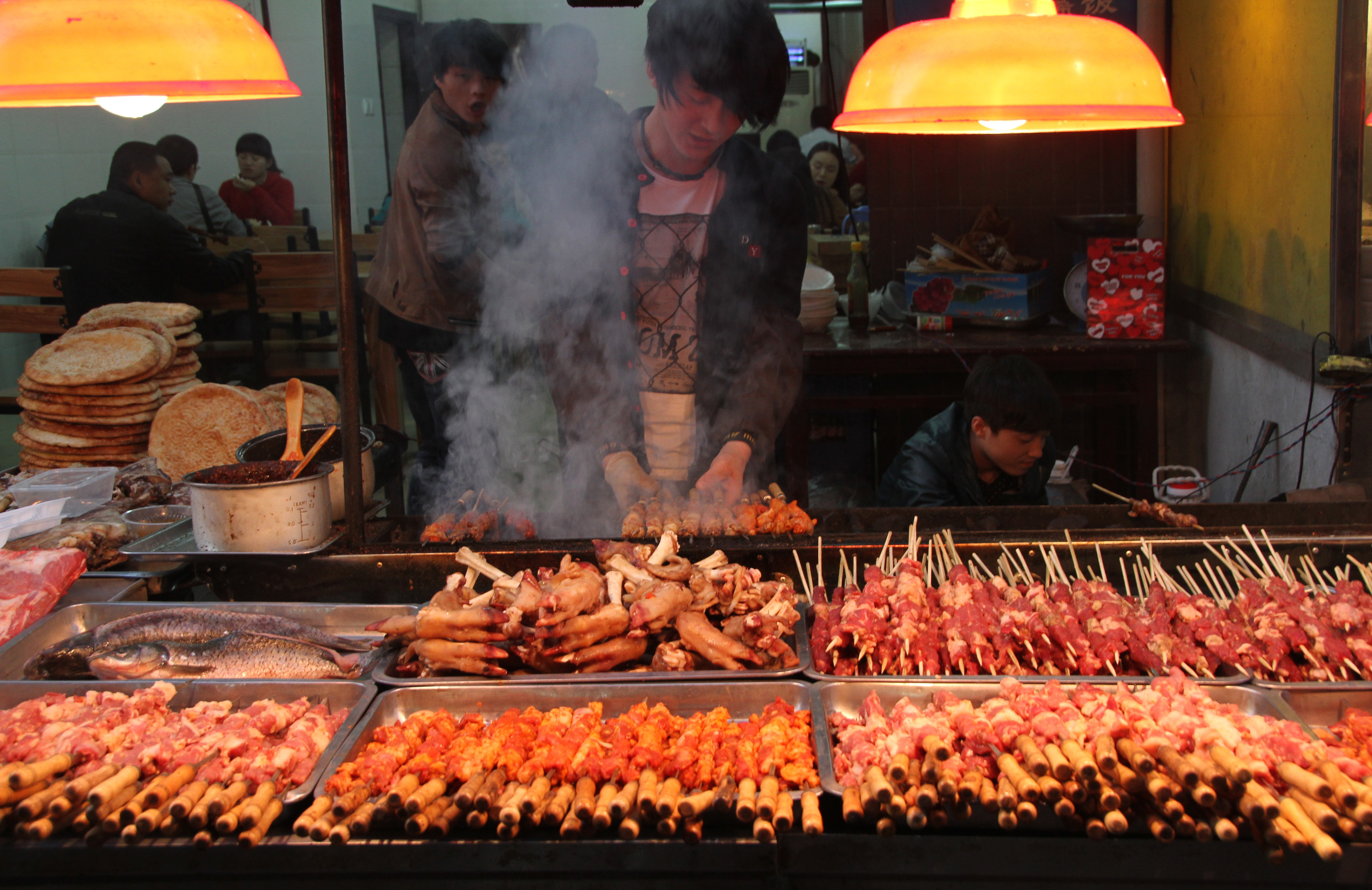